# Comuna Tilișca, Sibiu
Tilișca (în maghiară: Tiliske, în germană: Tilischen) este o comună în județul Sibiu, Transilvania, România, formată din satele Rod și Tilișca (reședința).

## Demografie
Componența etnică a comunei Tilișca
     Români (93,26%)
     Romi (1,78%)
     Alte etnii (0,3%)
     Necunoscută (4,66%)
Componența confesională a comunei Tilișca
     Ortodocși (94,74%)
     Alte religii (0,52%)
     Necunoscută (4,74%)
Conform recensământului efectuat în 2021, populația comunei Tilișca se ridică la 1.351 de locuitori, în scădere față de recensământul anterior din 2011, când fuseseră înregistrați 1.574 de locuitori. Majoritatea locuitorilor sunt români (93,26%), cu o minoritate de romi (1,78%), iar pentru 4,66% nu se cunoaște apartenența etnică. Din punct de vedere confesional, majoritatea locuitorilor sunt ortodocși (94,74%), iar pentru 4,74% nu se cunoaște apartenența confesională.

## Politică și administrație
Comuna Tilișca este administrată de un primar și un consiliu local compus din 9 consilieri. Primarul, Vasile Cîmpean[*], de la Partidul Național Liberal, este în funcție din 2016. Începând cu alegerile locale din 2024, consiliul local are următoarea componență pe partide politice:
|  | Partid                          | Consilieri | Componența Consiliului | Componența Consiliului | Componența Consiliului |
|  | ------------------------------- | ---------- | ---------------------- | ---------------------- | ---------------------- |
|  | Partidul Național Liberal       | 3          |                        |                        |                        |
|  | Partidul Social Democrat        | 3          |                        |                        |                        |
|  | Partidul Ecologist Român        | 1          |                        |                        |                        |
|  | Alianța pentru Unirea Românilor | 1          |                        |                        |                        |
|  | Partidul PRO România            | 1          |                        |                        |                        |

## Atracții turistice
- Biserica ortodoxă "Sf. Arhangheli" din satul Tilișca, construcție 1782
- Biserica ortodoxă "Sf. Nicolae" din Tilișca, construcție 1843
- Cetatea dacică
- Cetatea medievală
- Monumentul Eroilor, Tilișca
- Muzeul etnografic din satul Tilișca

## Stema comunei
Stema comunei este compusă dintr-un scut albastru co o cetate de argint (cu un turn cu crenele și altul dărâmat) și un berbec cu coarne de aur. Scutul este timbrat de o coroană murală cu turn de argint. Câmpul albastru semnifică blândețea, frumusețea și buna credință. Albastrul este culoarea specifică pentru case. Turnul crenelat reprezintă cetatea feudală iar cel dărâmat, cetatea dacică. Coroana murală cu turn de argint sugerează statutul de comună al așezării.

## Primarii comunei
- 1996[7] - 2000 - Răceu Dumitru, de la USD
- 2000[8] - 2004 - Răceu Dumitru, de la PD
- 2004[9] - 2008 - Răceu Dumitru, de la PSD
- 2008[10] - 2012 - Răceu Dumitru, de la PSD
- 2012[11] - 2016 - Dumitru Răceu, de la USL
- 2016[12] - 2020 - Câmpean Vasile, de la PNL

## Personalități născute aici
- Florian Aaron (1805 - 1887), istoric, profesor și publicist, propagator în Muntenia al ideilor Școlii Ardelene.
- Ioachim Muntean (1847 - 1941), deputat în Marea Adunare Națională de la Alba Iulia, 1918;
- Vasile Dobrian (1912 - 1999), artist plastic, poet.

## Vezi și
- Biserica Sfinții Arhangheli Mihail și Gavriil din Tilișca
- Râul Tilișca
- Troița din Tilișca
- Frumoasa (arie de protecție specială avifaunistică)

## Imagini

Intrarea în localitate
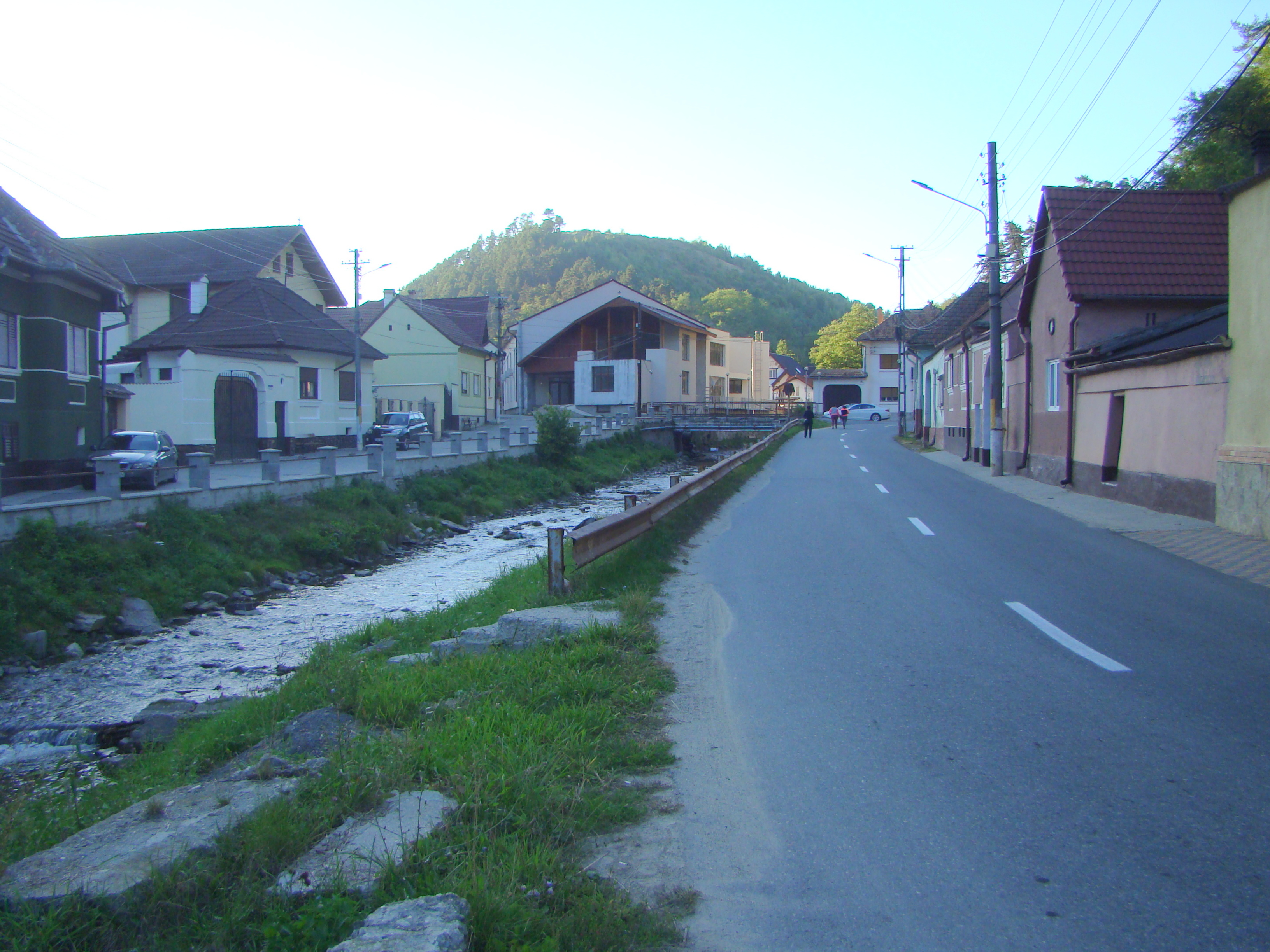
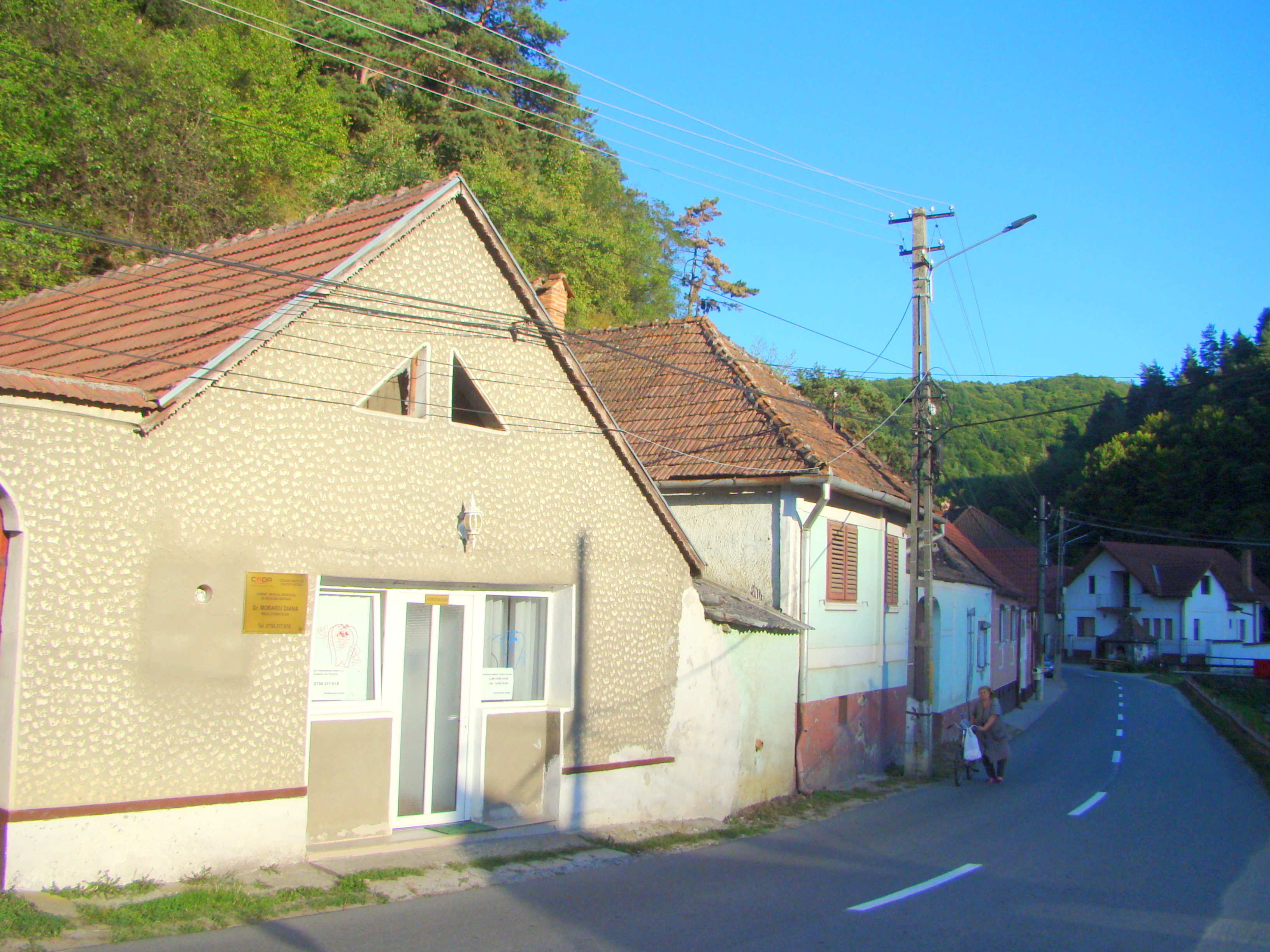
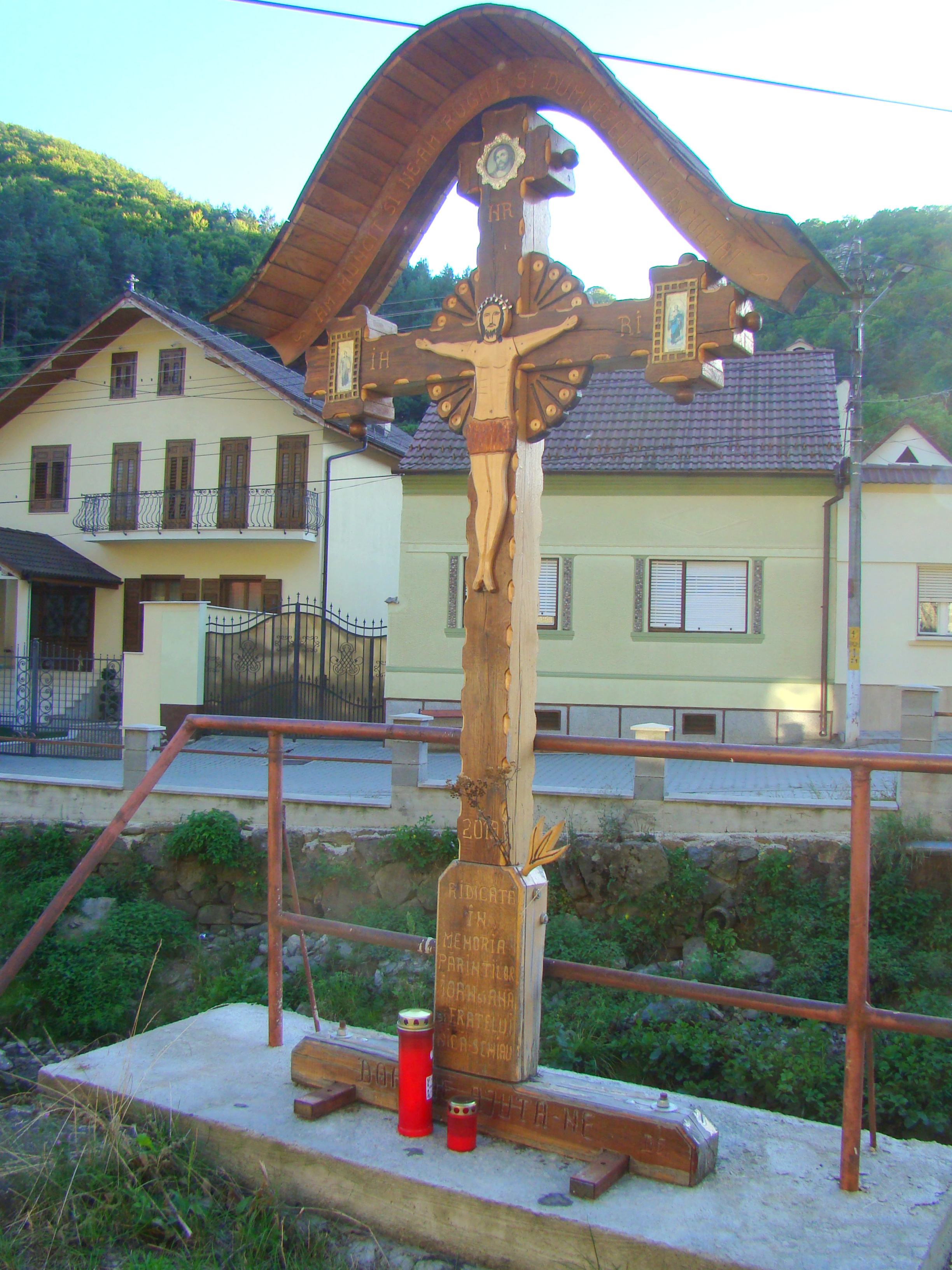
Biserica Sfinţii Arhangheli Mihail şi Gavriil (monument istoric)
Iconostasul
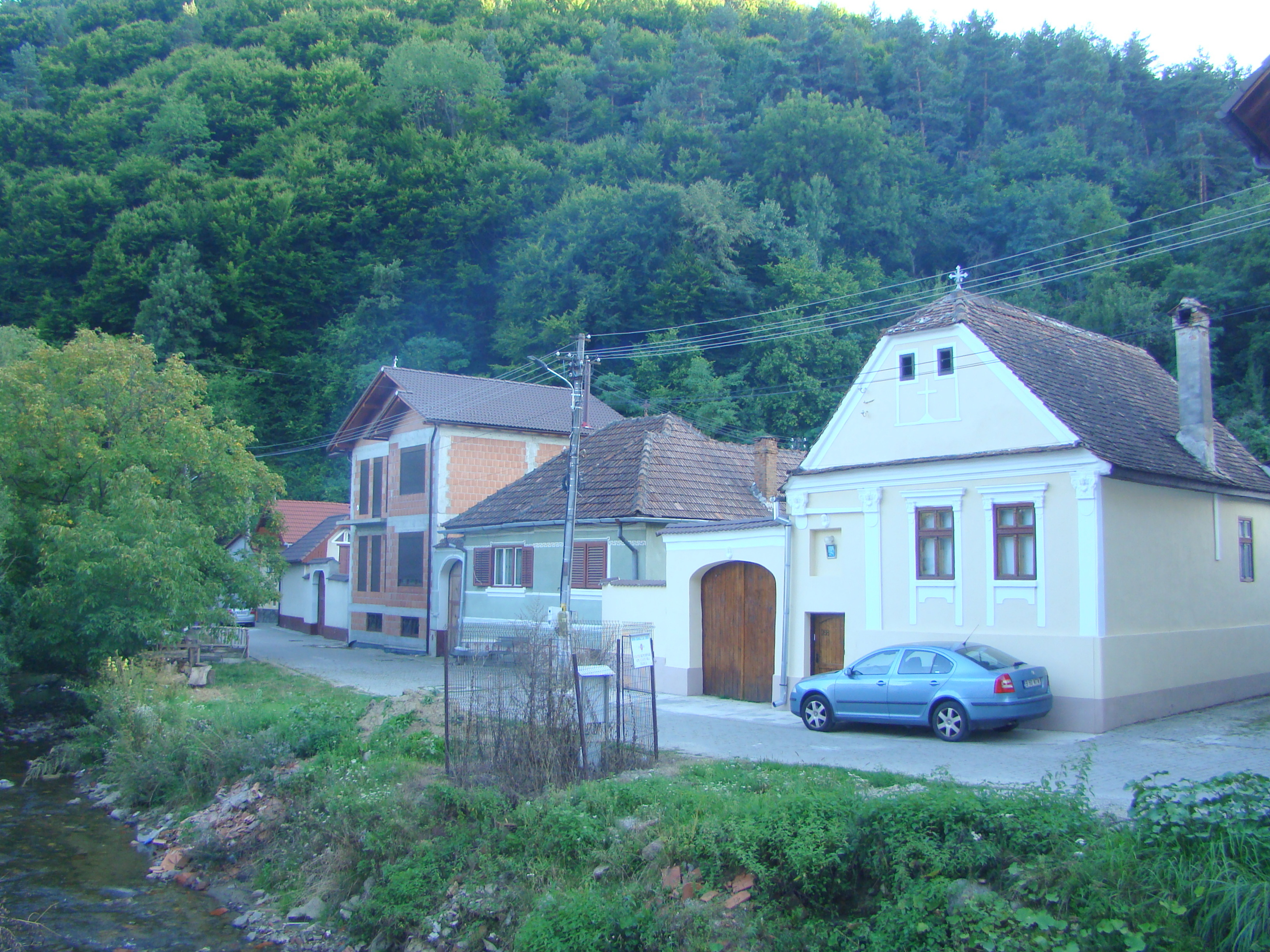
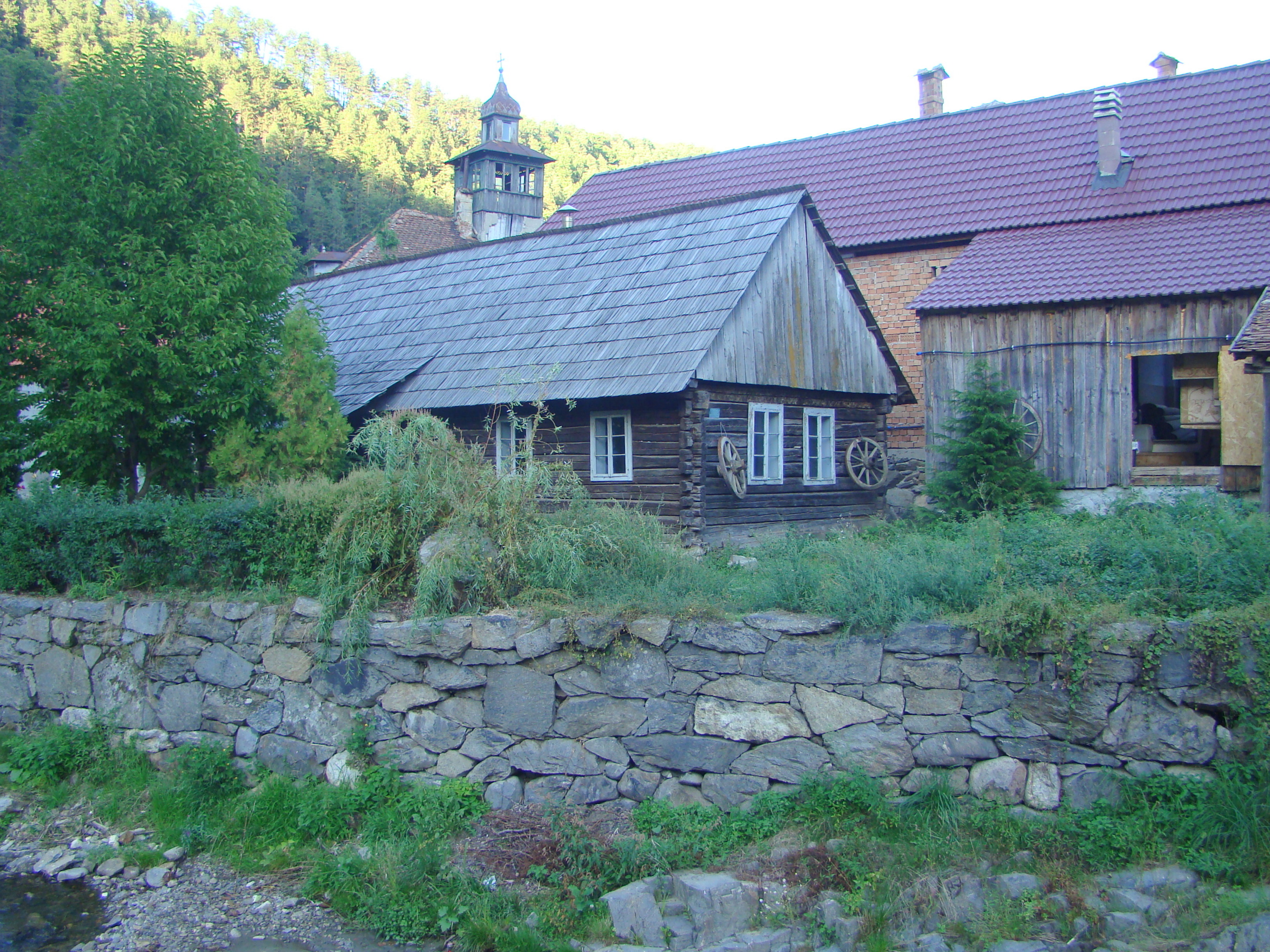
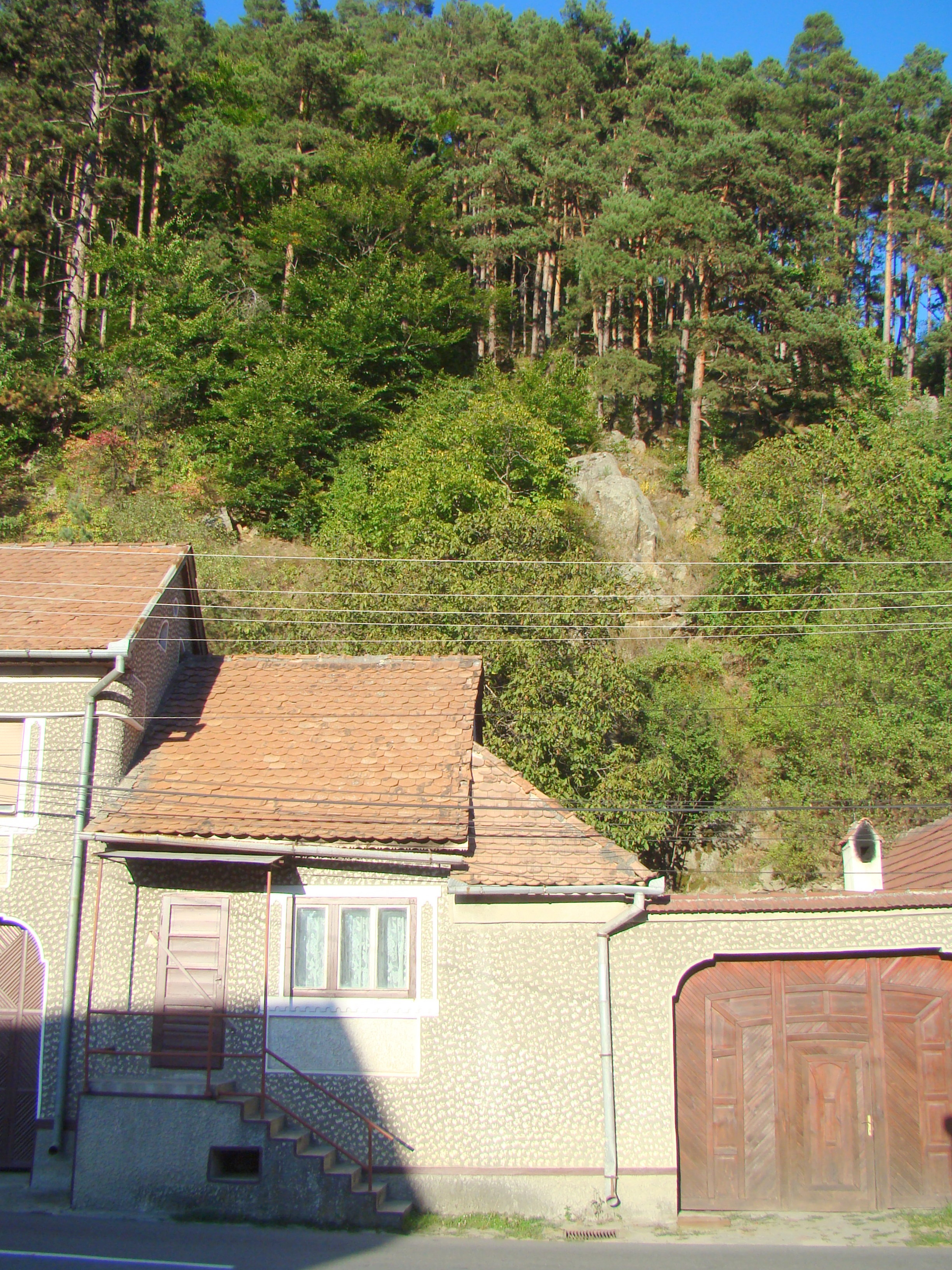
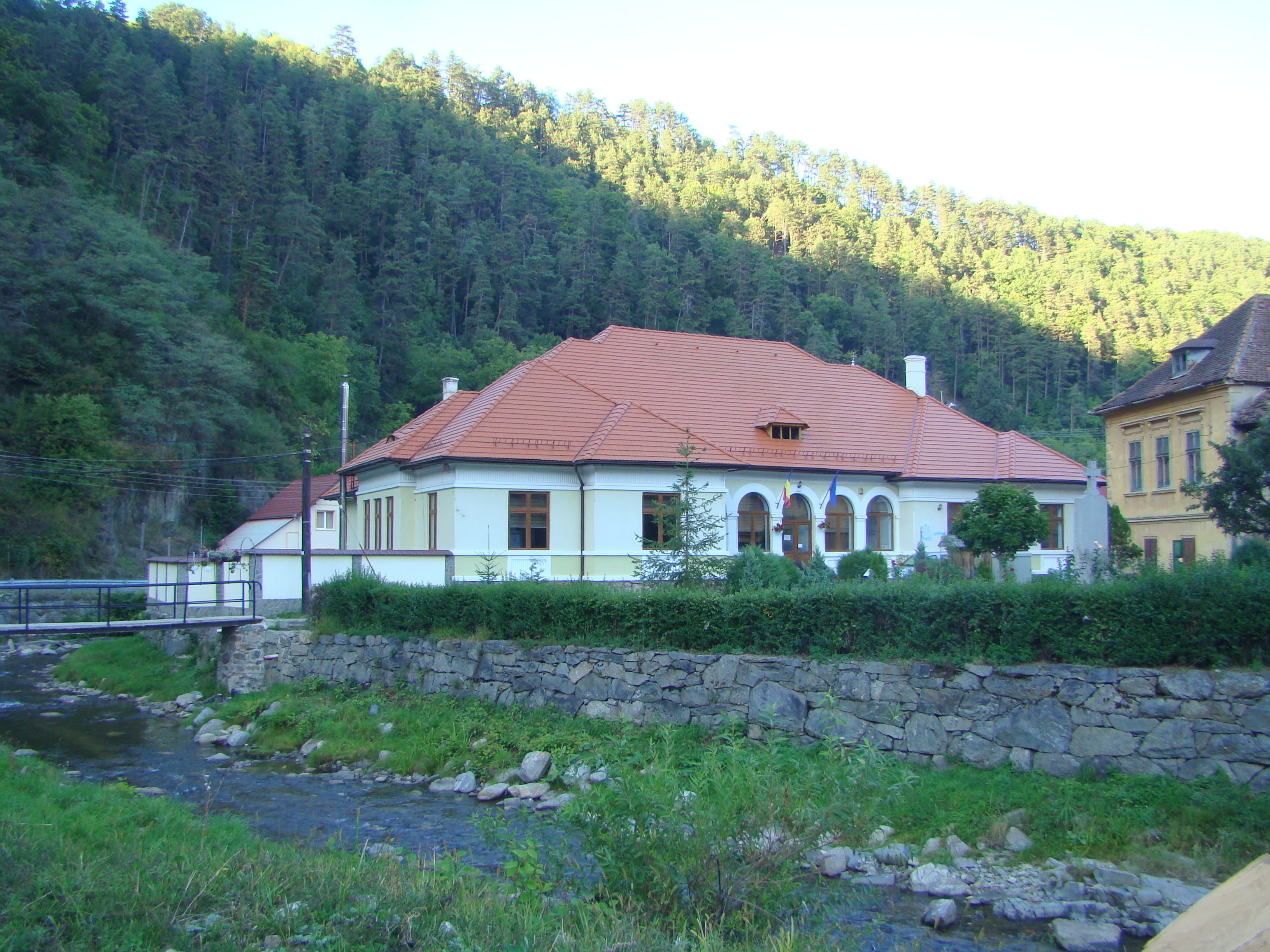
Primăria comunei
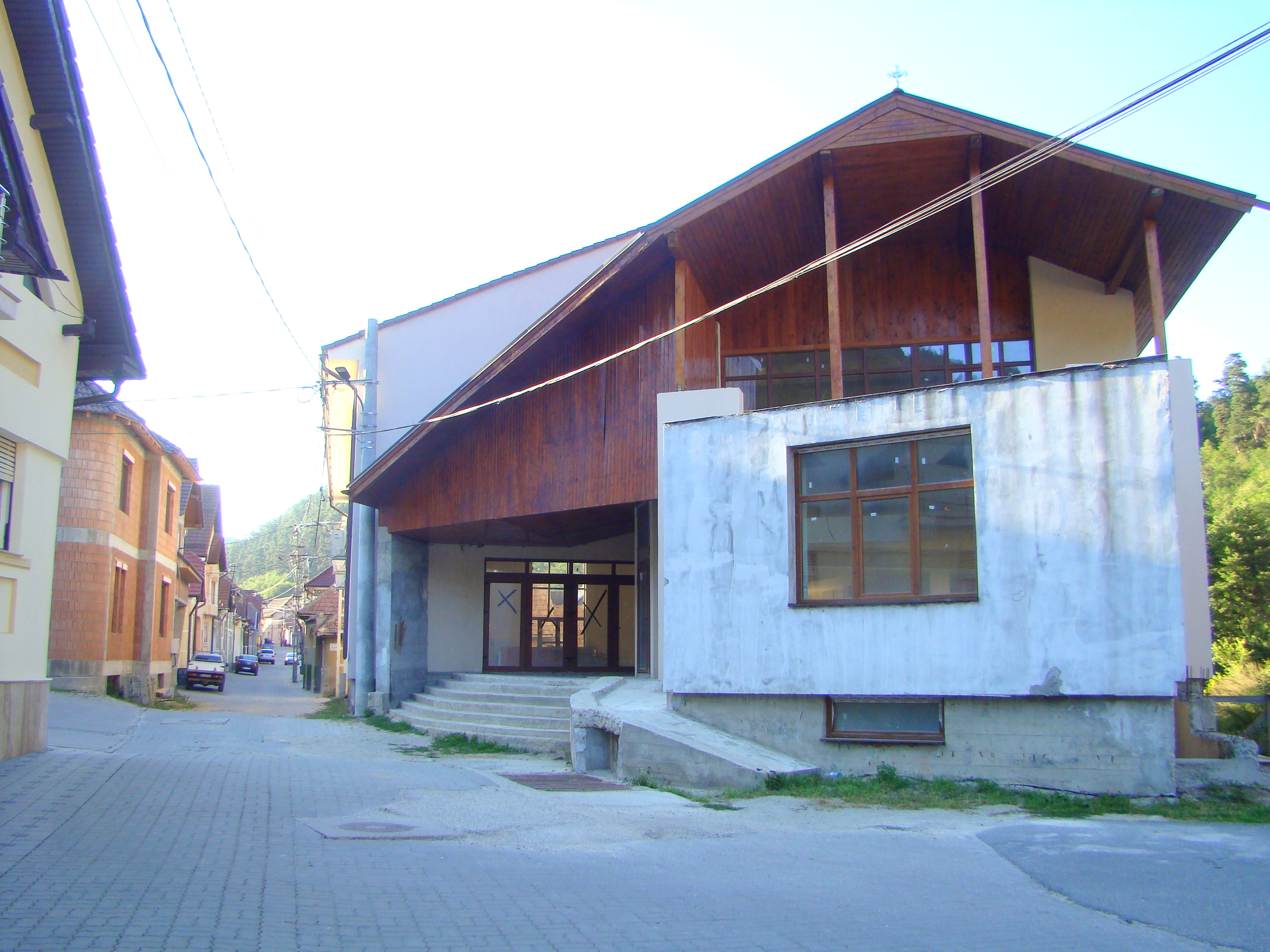
Căminul cultural
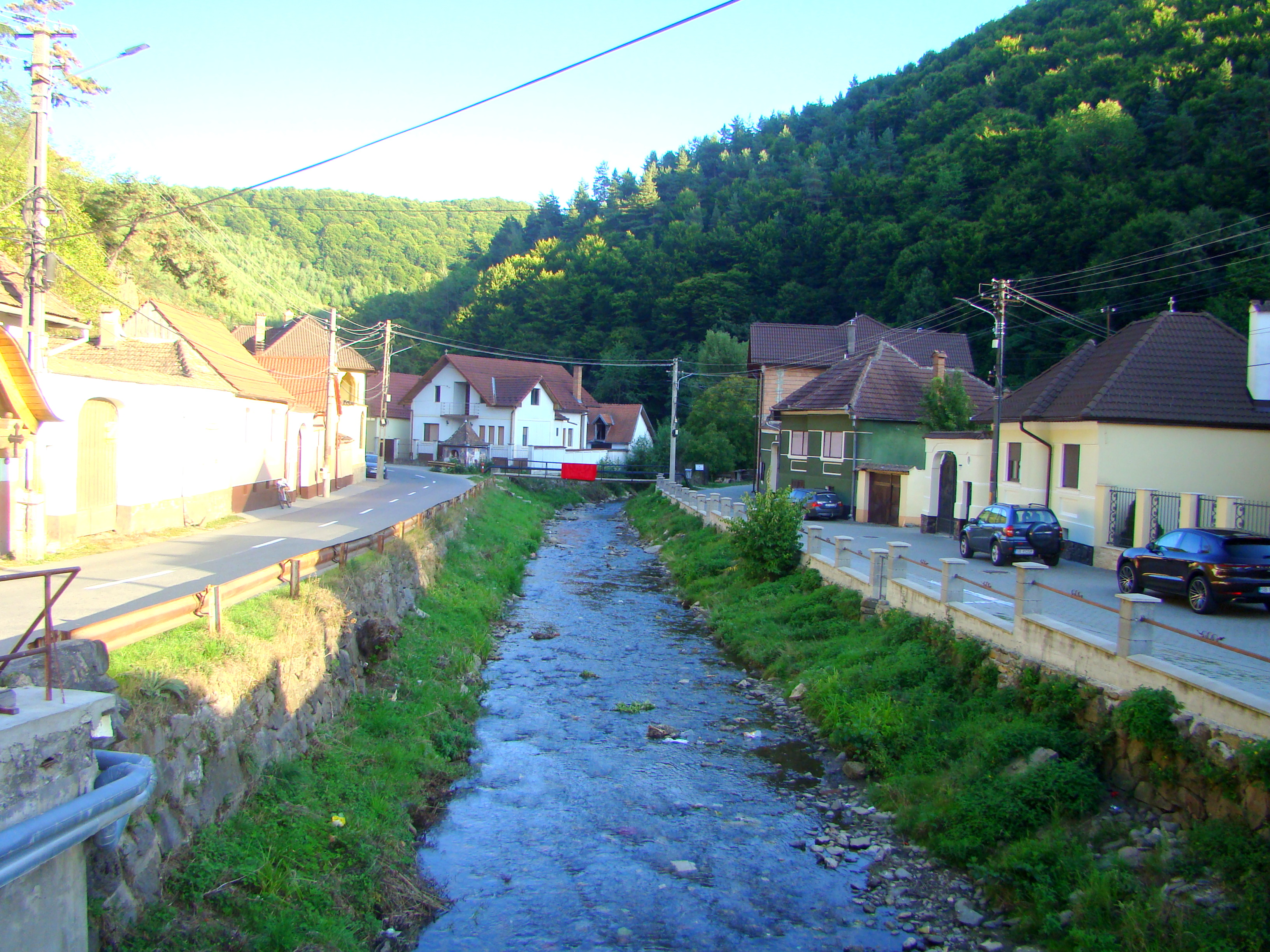
Râul Tilișca
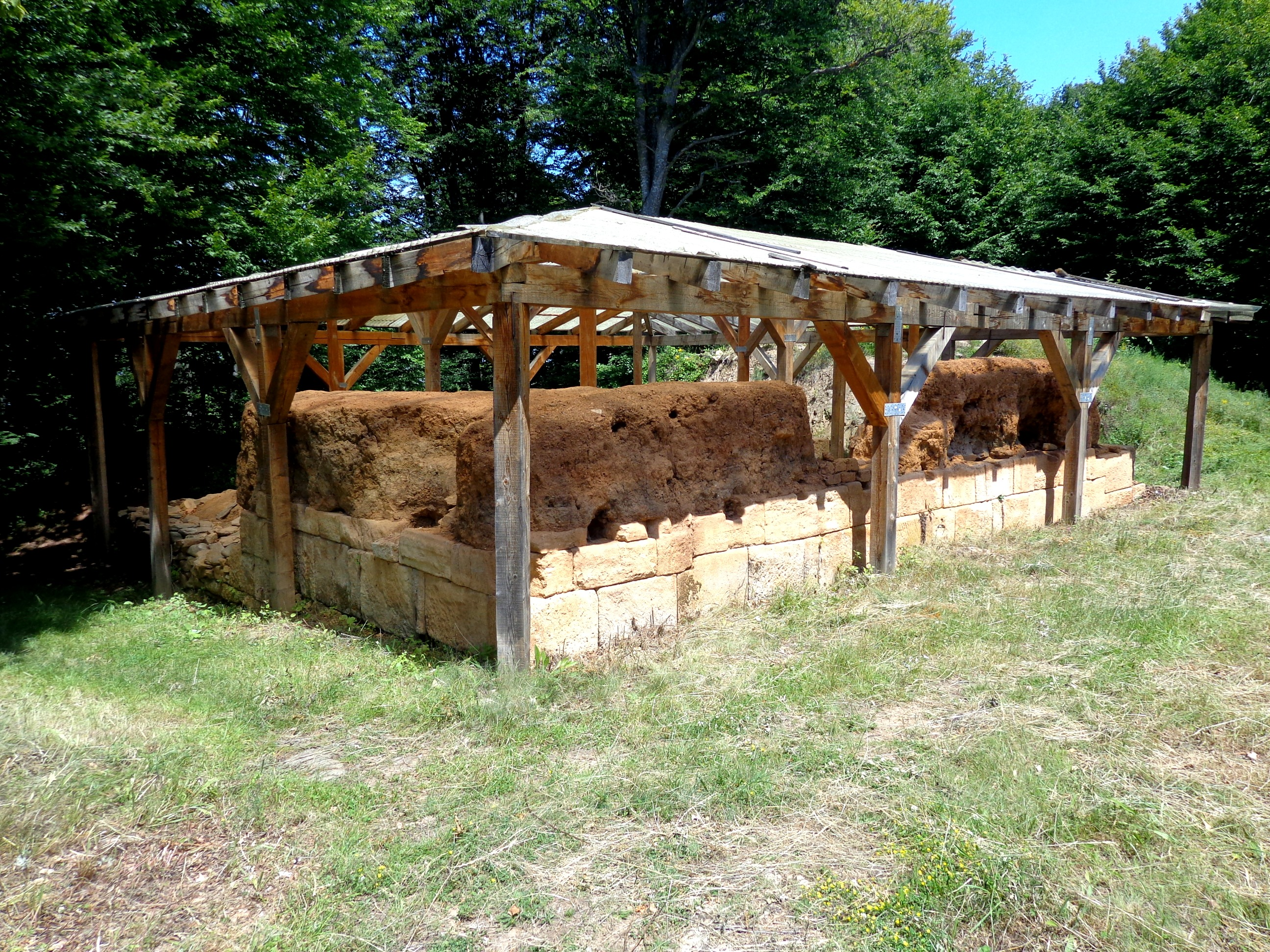
Cetatea dacică de la Tilișca (monument istoric)
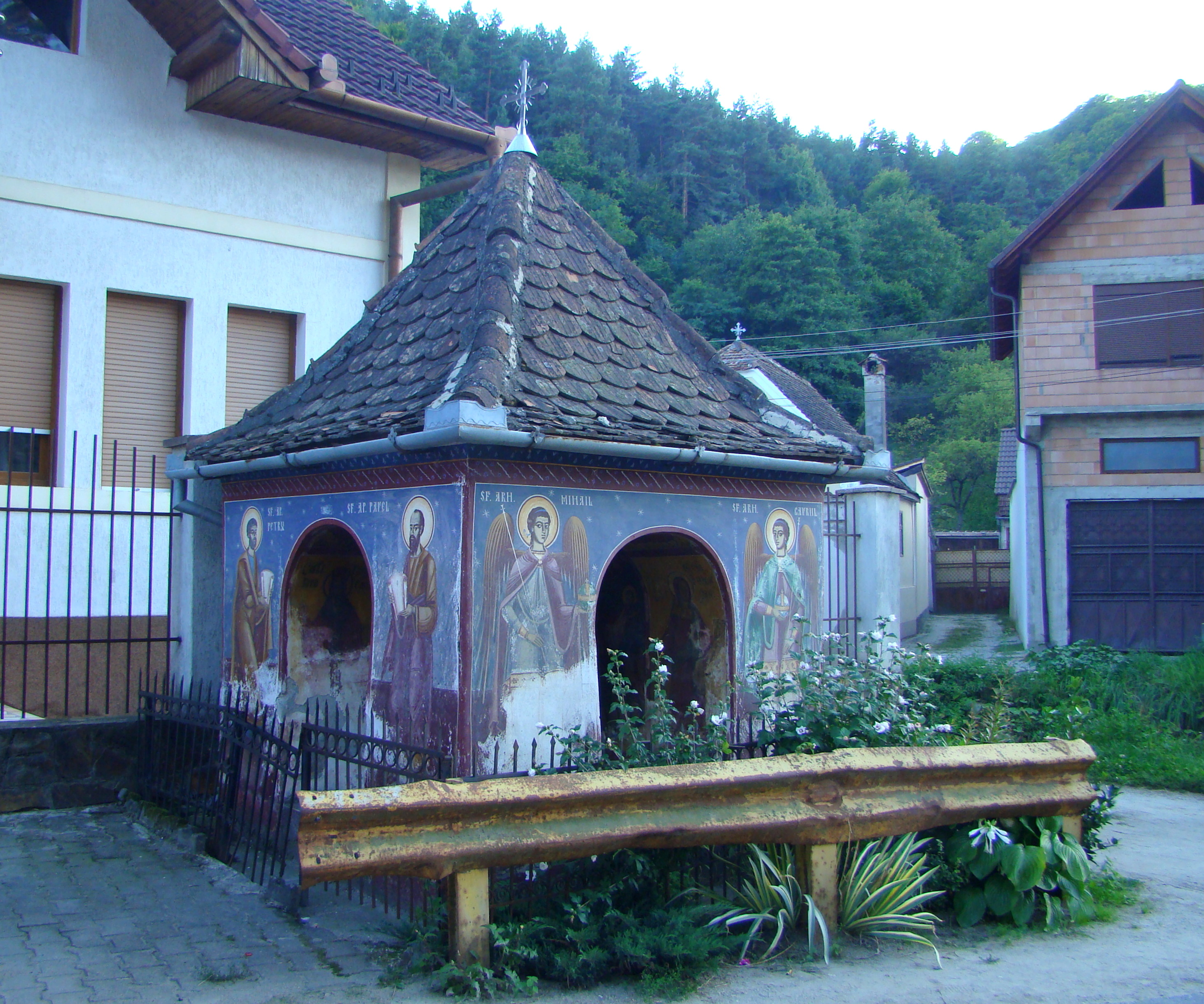
Troița monument din Tilișca
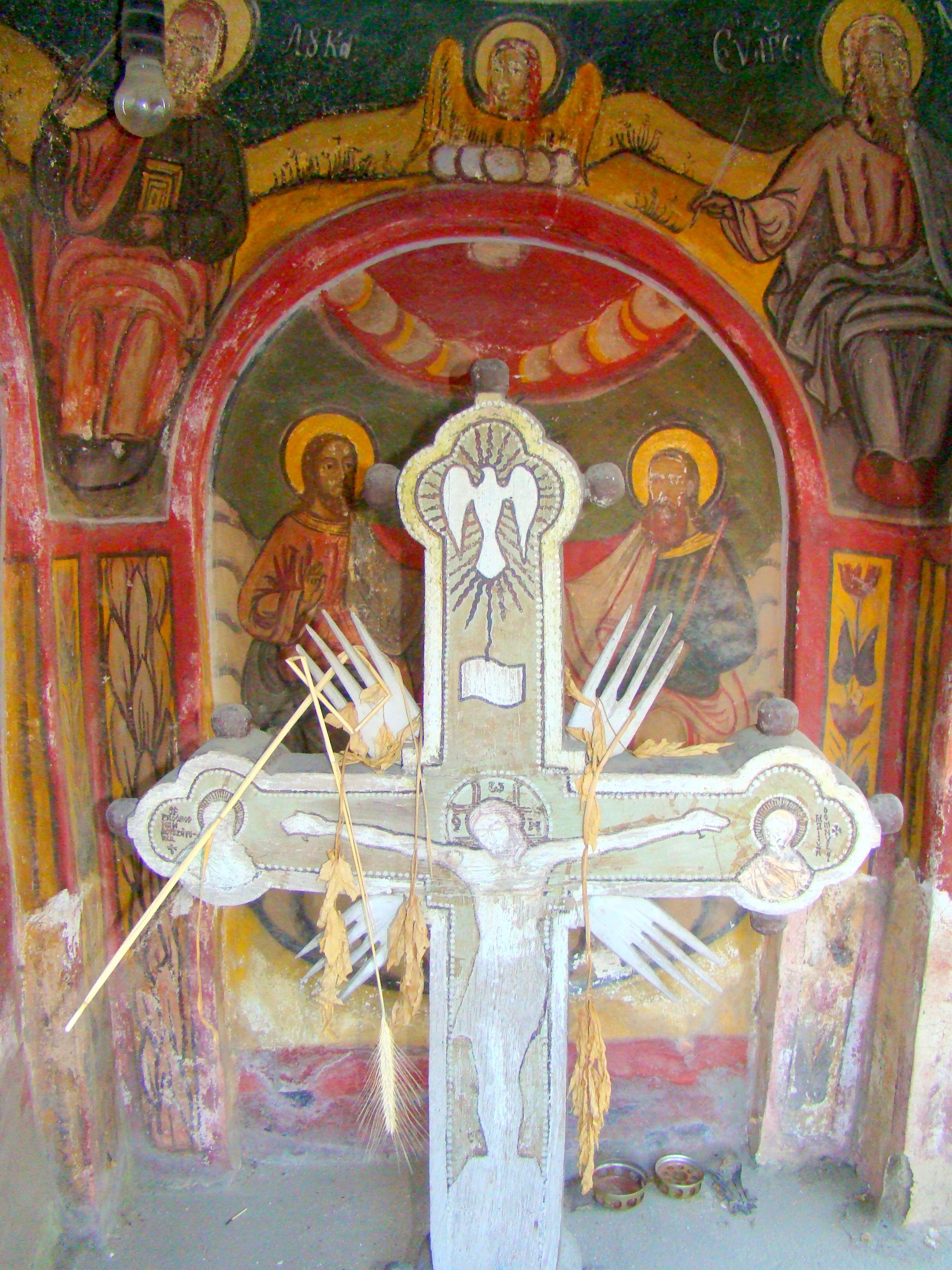
Troița monument din Tilișca
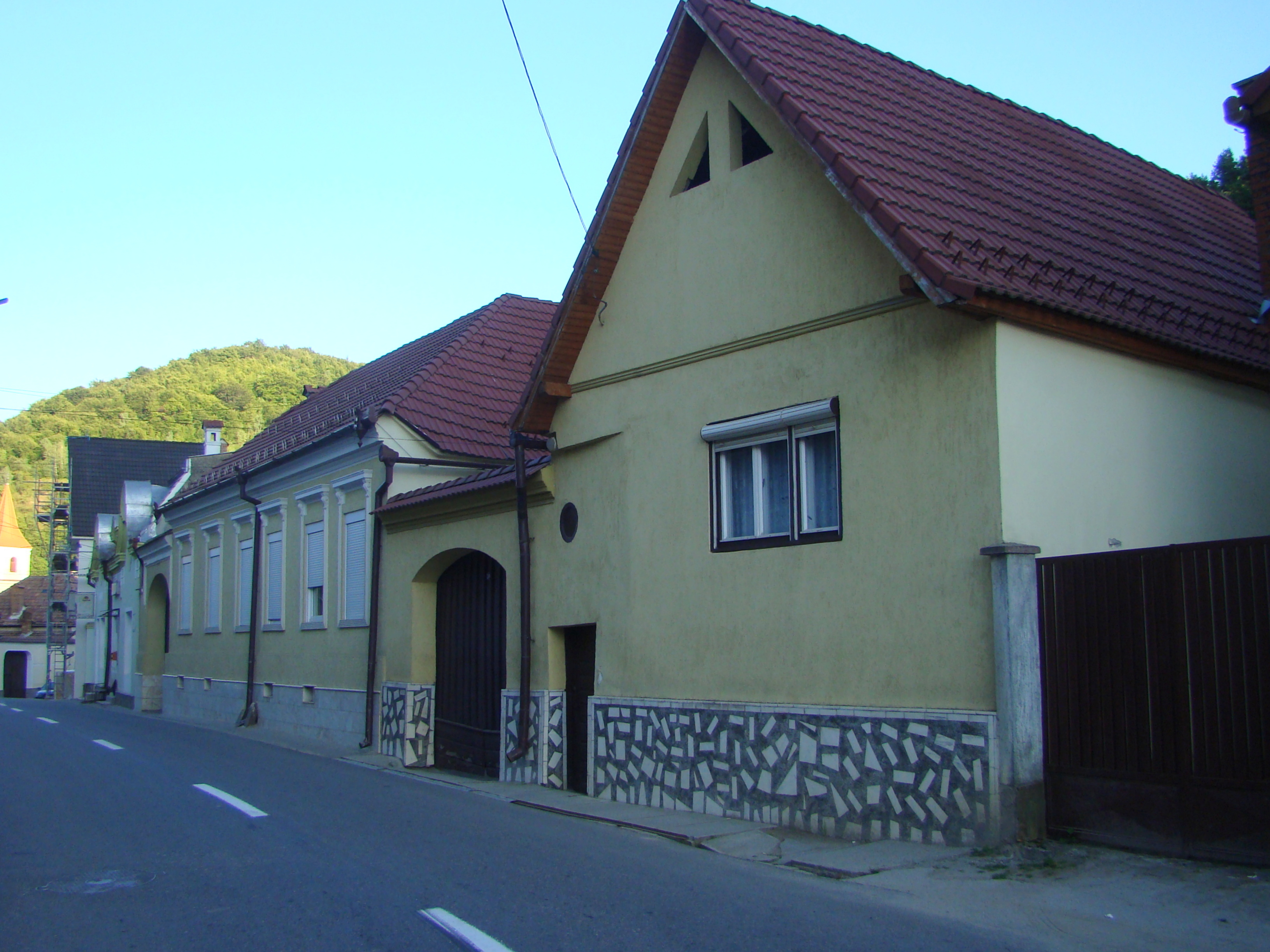
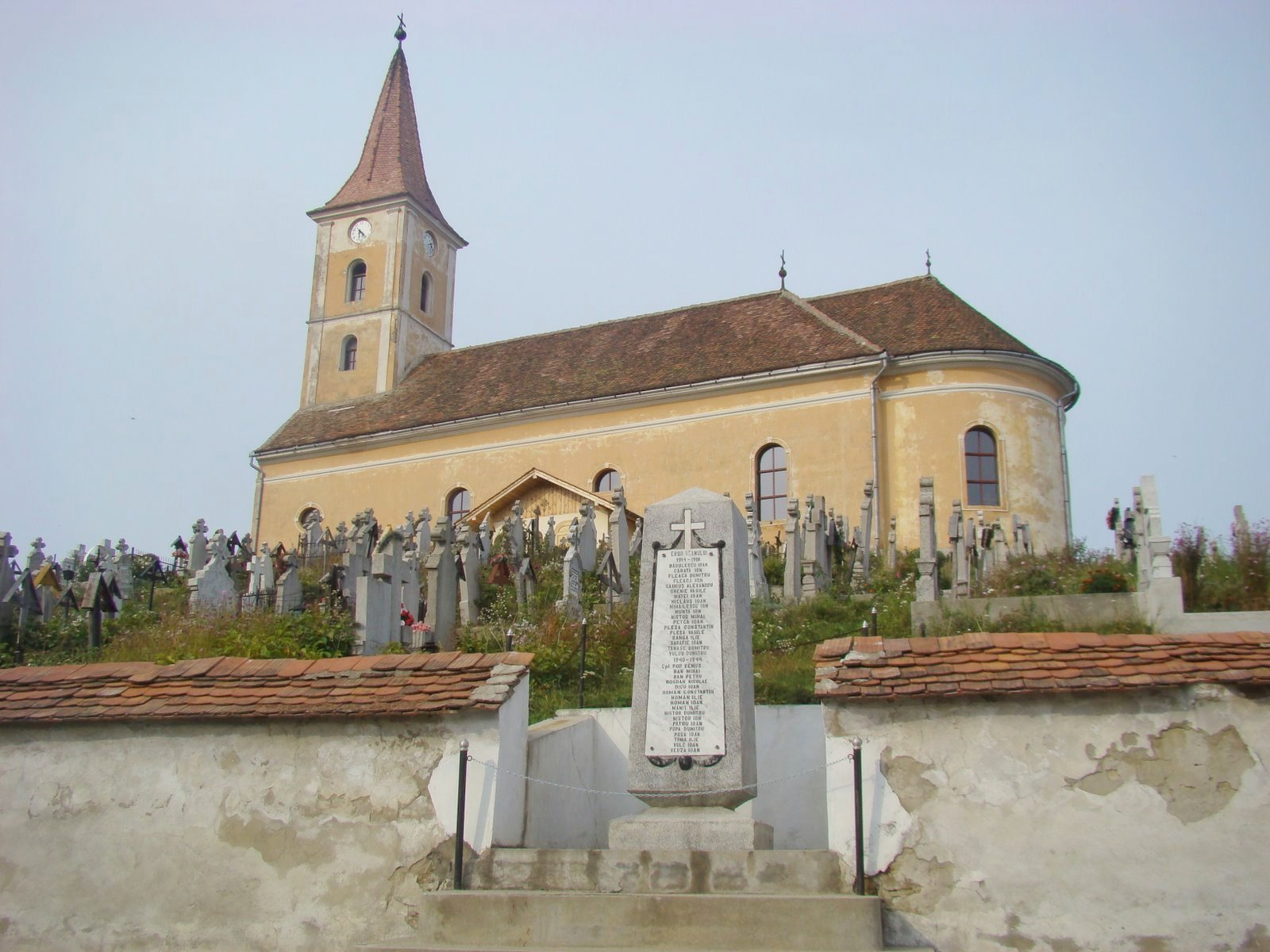
Biserica Sfinții Arhangheli din satul Rod